# Unge med extra energi
Unge med extra energi är ett musikalbum av artisten Einár. Albumet var hans fjärde, och blev det sista han gav ut under sin levnadstid. Det släpptes den 28 september 2020. Det innehåller nio låtar, med rapparna 5iftyy, Moewgli och SAMI som gästar på låtarna Goodnight, Pop Smoke och Feelings. Låtarna är producerade av Straynané, Tobias "T" Aldin, NEZS Beats och Le Winter.

## Låtar på albumet
| Nr | Titel                              | Längd | Notering |
| -- | ---------------------------------- | ----- | -------- |
| 1. | Unge med extra energi              | 3:10  |          |
| 2. | Brottslingar                       | 3:03  |          |
| 3. | Rockstar                           | 2:31  |          |
| 4. | Madagaskar                         | 2:42  |          |
| 5. | Goodnight (med 5iftyy och Moewgli) | 2:41  |          |
| 6. | Psykos                             | 2:24  |          |
| 7. | Hammarby                           | 2:23  |          |
| 8. | Pop Smoke (med Moewgli & 5iftyy)   | 2:53  |          |
| 9. | Feelings (ft. SAMI)                | 2:40  |          |